# Иппанна
Иппанна (இப்பன்னா) — ப, 22-я буква тамильского алфавита, в зависимости от положения в слове, обозначает звонкие и глухие губно-губные взрывные согласные [p], [b], [β]. Ипанна относится к классу твердых согласных, поскольку произносится твердо в начале слов, так же и две твердые согласные подряд в середине слова произносятся твердо, но одиночная ипанна в середине слова читается мягко.
При словообразовании последняя в первой части слова ண் меняется на ட் если прибавляемая часть слова начинается на ப. При образовании глаголов путем добавления к одному глаголу оканчивающемуся на ஐ, новой части слова, начинающейся на ப, буква ப удваевается. Аналогично ப часто удваивается после отглагольных причастий и некоторых существительных.
Уйирмэййелутты: ப, பா, பி, பீ, பு, பூ, பெ, பே, பை, பொ, போ, பௌ.

## Сравнения и омоглифы
- Мо (чжуинь) — ㄇ
- Ко (катакана) — コ